# Canadian Premier League 2019
La Canadian Premier League 2019 è stata la prima edizione del nuovo massimo campionato di calcio canadese. Le partecipanti alla prima edizione sono state sette.
La stagione regolare è iniziata il 27 aprile 2019 ed è terminata il 19 ottobre dello stesso anno. Il campionato si è concluso con la vittoria del Forge dopo le Finals, vinte in un doppio confronto con il Cavalry.

## Formula
La stagione si separa in due tornei distinti, chiamati Spring season e Fall season, similmente a quanto avviene nei paesi sudamericani con la formula dell'Apertura e Clausura. I due tornei hanno una durata differente fra loro: la Spring season dura dieci giornate e termina il 1º luglio, in occasione della festività nazionale del Canada Day, mentre la Fall season dura diciotto giornate. Al termine della Spring season i punteggi vengono azzerati. Le vincitrici dei due tornei si sfidano per il titolo in una finale andata e ritorno.
Il calendario della Spring season è di tipo sbilanciato: ogni club gioca due volte contro quattro avversari, una volta soltanto contro gli altri due. Nella Fall season invece tutti giocano tre volte contro tutti gli avversari.
La vincitrice finale del torneo si qualifica alla CONCACAF League 2020, mentre la squadra qualificata alla CONCACAF League 2019 viene individuata considerando gli scontri diretti nella Spring season fra FC Edmonton, Forge e Valour.
Le rose delle squadre partecipanti possono contenere un massimo di sette giocatori stranieri, in più c'è l'obbligo di schierare almeno sei canadesi nella formazione iniziale di ogni incontro. Ogni squadra deve avere almeno tre canadesi Under-21 nella rosa, ed entro il termine della stagione la somma dei minuti da loro giocati deve essere pari ad almeno mille minuti. Le spese salariali per giocatori e tecnici di ciascun club devono essere ricomprese fra un minimo di 650.000 e un massimo di 750.000 dollari canadesi, all'interno di questo budget sono ricompresi i salari, i bonus legati ai risultati e altri benefits come la fornitura di alloggi.

## Partecipanti
| Club          | Città    | Provincia           | Stadio                       |
| ------------- | -------- | ------------------- | ---------------------------- |
| Cavalry       | Calgary  | Alberta             | ATCO Field                   |
| FC Edmonton   | Edmonton | Alberta             | Clarke Stadium               |
| Forge         | Hamilton | Ontario             | Tim Hortons Field            |
| HFX Wanderers | Halifax  | Nuova Scozia        | Wanderers Grounds            |
| Pacific       | Victoria | Columbia Britannica | Westhills Stadium (Langford) |
| Valour        | Winnipeg | Manitoba            | IG Field                     |
| York9         | York     | Ontario             | York Lions Stadium           |

## Allenatori
| Squadra       | Allenatore                                                               |
| ------------- | ------------------------------------------------------------------------ |
| Cavalry       | Tommy Wheeldon Jr.                                                       |
| FC Edmonton   | Jeff Paulus                                                              |
| Forge         | Bobby Smyrniotis                                                         |
| HFX Wanderers | Stephen Hart                                                             |
| Pacific       | Michael Silberbauer (fino al 18 ottobre) James Merriman (dal 18 ottobre) |
| Valour        | Rob Gale                                                                 |
| York9         | Jim Brennan                                                              |

## Spring season

### Classifica
|  | Pos. | Squadra       | Pt | G  | V | N | P | GF | GS | DR | CL |
|  | ---- | ------------- | -- | -- | - | - | - | -- | -- | -- | -- |
|  | 1.   | Cavalry       | 24 | 10 | 8 | 0 | 2 | 16 | 7  | +9 | -  |
|  | 2.   | Forge         | 19 | 10 | 6 | 1 | 3 | 15 | 7  | +8 | 9  |
|  | 3.   | FC Edmonton   | 14 | 10 | 4 | 2 | 4 | 8  | 9  | -1 | 6  |
|  | 4.   | HFX Wanderers | 11 | 10 | 3 | 2 | 5 | 8  | 11 | -3 | -  |
|  | 5.   | Pacific       | 11 | 10 | 3 | 2 | 5 | 11 | 15 | -4 | -  |
|  | 6.   | York9         | 11 | 10 | 2 | 5 | 3 | 9  | 11 | -2 | -  |
|  | 7.   | Valour        | 9  | 10 | 3 | 0 | 7 | 8  | 15 | -7 | 3  |

      Cavalry ammesso alla finale per il titolo
      Forge qualificato alla CONCACAF League 2019
In caso di arrivo a pari punti:
1. Maggior numero di vittorie;
2. Differenza reti;
3. Gol fatti;
4. Differenza reti in trasferta;
5. Gol fatti in trasferta;
6. Differenza reti in casa;
7. Gol fatti in casa;
8. Lancio della moneta (2 squadre) o estrazione a sorte (3 o più squadre).

### Risultati
|               | CAV  | EDM  | FOR  | HFX  | PAC  | VAL  | YOR  |
| ------------- | ---- | ---- | ---- | ---- | ---- | ---- | ---- |
| Cavalry       | –––– | 1-0  | 0-1  | 2-0  | –––– | 1-0  | 2-1  |
| FC Edmonton   | 0-3  | –––– | 1-0  | 2-0  | 0-0  | 0-1  | –––– |
| Forge         | 1-2  | 2-0  | –––– | –––– | 3-0  | 2-1  | 1-1  |
| HFX Wanderers | 1-2  | –––– | 2-1  | –––– | 2-1  | 2-0  | 1-1  |
| Pacific       | 3-1  | 1-3  | –––– | 1-0  | –––– | 1-2  | 2-2  |
| Valour        | –––– | 1-2  | 0-2  | 1-0  | 1-2  | –––– | 1-3  |
| York9         | 0-2  | 0-0  | 0-2  | 0-0  | 1-0  | –––– | –––– |

## Fall season

### Classifica
|  | Pos. | Squadra       | Pt | G  | V  | N | P | GF | GS | DR  |
|  | ---- | ------------- | -- | -- | -- | - | - | -- | -- | --- |
|  | 1.   | Cavalry       | 38 | 18 | 11 | 5 | 2 | 35 | 12 | +23 |
|  | 2.   | Forge         | 37 | 18 | 11 | 4 | 3 | 30 | 19 | +11 |
|  | 3.   | York9         | 23 | 18 | 7  | 2 | 9 | 30 | 26 | +4  |
|  | 4.   | Pacific       | 20 | 18 | 5  | 5 | 8 | 24 | 31 | -7  |
|  | 5.   | Valour        | 19 | 18 | 5  | 4 | 9 | 22 | 37 | -15 |
|  | 6.   | FC Edmonton   | 18 | 18 | 4  | 6 | 8 | 19 | 24 | -5  |
|  | 7.   | HFX Wanderers | 17 | 18 | 3  | 8 | 7 | 13 | 24 | -11 |

      Forge ammesso alla finale per il titolo in quanto secondo classificato nella classifica aggregata
In caso di arrivo a pari punti:
1. Maggior numero di vittorie;
2. Differenza reti;
3. Gol fatti;
4. Differenza reti in trasferta;
5. Gol fatti in trasferta;
6. Differenza reti in casa;
7. Gol fatti in casa;
8. Lancio della moneta (2 squadre) o estrazione a sorte (3 o più squadre).

### Risultati
|               | CAV     | EDM     | FOR     | HFX     | PAC     | VAL     | YOR     |
| ------------- | ------- | ------- | ------- | ------- | ------- | ------- | ------- |
| Cavalry       | –––––   | 0-0 3-1 | 2-1     | 2-0     | 1-1 4-1 | 4-1     | 1-0 3-1 |
| FC Edmonton   | 0-1     | –––––   | 1-1 0-1 | 2-0     | 3-1     | 0-0     | 2-2 1-3 |
| Forge         | 1-0     | 1-2     | –––––   | 2-0 2-2 | 3-0     | 3-1     | 2-1 1-0 |
| HFX Wanderers | 0-1 0-0 | 0-0 1-1 | 1-1     | –––––   | 1-1     | 1-0 0-0 | 1-0     |
| Pacific       | 2-3     | 1-0     | 2-3 1-1 | 3-1 1-1 | –––––   | 2-1 2-0 | 0-2     |
| Valour        | 1-1 0-8 | 3-1     | 1-3     | 2-0     | 2-2     | –––––   | 0-4     |
| York9         | 1-1     | 2-1     | 4-0     | 6-2 0-2 | 2-1 0-2 | 0-2 2-4 | –––––   |

## Finals
Il titolo di campione canadese 2019 viene assegnato con una finale fra i vincitori della Spring season e quelli della Fall season. Visto che il Cavalry si è aggiudicato entrambi i tornei, disputa la finale il Forge, seconda classificata nella classifica combinata delle due fasi. Anche se la scelta di disputare in casa la gara di andata o quella di ritorno sarebbe spettata alla vincitrice della Fall season, i due club hanno scelto di comune accordo di giocare l'andata ad Hamilton e il ritorno a Calgary, per evitare sovrapposizioni con gli incontri degli Hamilton Tiger-Cats.
In caso di parità nel punteggio aggregato, diventa campione la squadra che ha segnato più gol in trasferta. In caso di ulteriore parità si va direttamente ai rigori senza la disputa dei tempi supplementari.
| Arbitro: | P. Lauzière |

|              |           |  |
| Borges 45+1’ | Marcatori |  |

| Arbitro: | A. Ruch |

|  |           |                 |
|  | Marcatori | 90+5’ Choinière |

## Statistiche

### Classifica marcatori
| Gol | Rigori |  | Giocatore            | Squadra       |
| --- | ------ |  | -------------------- | ------------- |
| 13  | 3      |  | Tristan Borges       | Forge         |
| 11  | 1      |  | Terran Campbell      | Pacific       |
| 11  | 1      |  | Dominique Malonga    | Cavalry       |
| 10  | 0      |  | Easton Ongaro        | FC Edmonton   |
| 9   | 2      |  | Rodrigo Gattas       | York9         |
| 8   | 0      |  | Ryan Telfer          | York9         |
| 7   | 0      |  | Akeem García         | HFX Wanderers |
| 7   | 0      |  | Simon Karlsson Adjei | York9         |
| 7   | 0      |  | Oliver Minatel       | Cavalry       |
| 7   | 2      |  | Marco Bustos         | Valour        |

(fonte: canpl.ca)

### Premi individuali
I premi individuali sono stati assegnati il 26 novembre a Toronto nel corso di una apposita cerimonia.
| Premio                          | Vincitore          | Squadra |
| ------------------------------- | ------------------ | ------- |
| Miglior marcatore               | Tristan Borges     | Forge   |
| Miglior portiere                | Marco Carducci     | Cavalry |
| Miglior giocatore               | Tristan Borges     | Forge   |
| Miglior giocatore canadese U-21 | Tristan Borges     | Forge   |
| Miglior allenatore              | Tommy Wheeldon Jr. | Cavalry |

(fonte:  2019 Awards, su canpl.ca.)

### Affluenza spettatori
Media complessiva: 4.286
| Club          | G  | Media | Totale | Massimo | Minimo |
| ------------- | -- | ----- | ------ | ------- | ------ |
| Forge         | 14 | 6.588 | 92.228 | 17.611  | 3.864  |
| HFX Wanderers | 14 | 6.055 | 84.769 | 6.244   | 5.387  |
| Valour        | 14 | 5.335 | 74.694 | 9.699   | 3.173  |
| Cavalry       | 14 | 3.291 | 46.077 | 4.697   | 1.938  |
| Pacific       | 14 | 3.106 | 43.480 | 5.154   | 2.017  |
| FC Edmonton   | 14 | 2.905 | 40.663 | 4.238   | 2.021  |
| York9         | 14 | 2.723 | 38.123 | 4.260   | 1.769  |